# 야사카정 (교토부)
야사카정(일본어: 弥栄町)은 일본 교토부 북부, 단고지방에 존재했던 정이다. 2004년 4월 1일에 시정촌 합병으로 교탄고시가 되어 소멸했다.
아케치 미쓰히데의 딸 호소카와 가라샤가 한때 은거했던 아지쓰치노와 옛날에는 헤이조쿄에 적미를 바쳤고 1981년에 향토사가 아시다 유키오가 오카야마현 소사시 신사에서 물려받은 적미의 부활 재배에 성공해 고대 쌀이 일본 전국에서 일반화되도록 이끈 일본 고대 벼 연구회 탄생으로 이어진 것으로 알려졌다.

### 지리
교토부의 북서부 단고반도 기부의 내륙에 위치하며, 서부는 작은 분지, 동부는 단고반도의 산들이 즐비하다. 총 면적은 80.38평방킬로미터이다.

## 역사
- 1889년 4월 1일 -정촌제 시행에 수반해 다케노군 요시노촌, 미조타니촌, 돗토리촌, 후카다촌, 요사군 노마촌이 성립하였다.
- 1933년 - 요시노촌, 미조타니촌, 돗토리촌, 후카다촌이 합병해 야사카촌이 성립하였다.
- 1948년 4월 - 노마촌이 다케노군으로 변경되었다.
- 1955년 4월 1일 - 야사카정,
- 2004년 4월 1일 - 미네야마정, 오미야정, 아미노정, 단고정, 구미하마정과 합병해 교탄고시가 성립하였다. 동일 야사카정은 폐지되었다.